# 埃尔文·琼斯
埃尔文·罗伯特·拉马尔·琼斯三世（英語：Alvin Robert Lamar Jones III，1978年9月9日—），美国/卢森堡职业篮球运动员，曾效力于NBA联盟。他在2001年的NBA选秀中第2轮第56顺位被费城76人选中。